# Omuramba

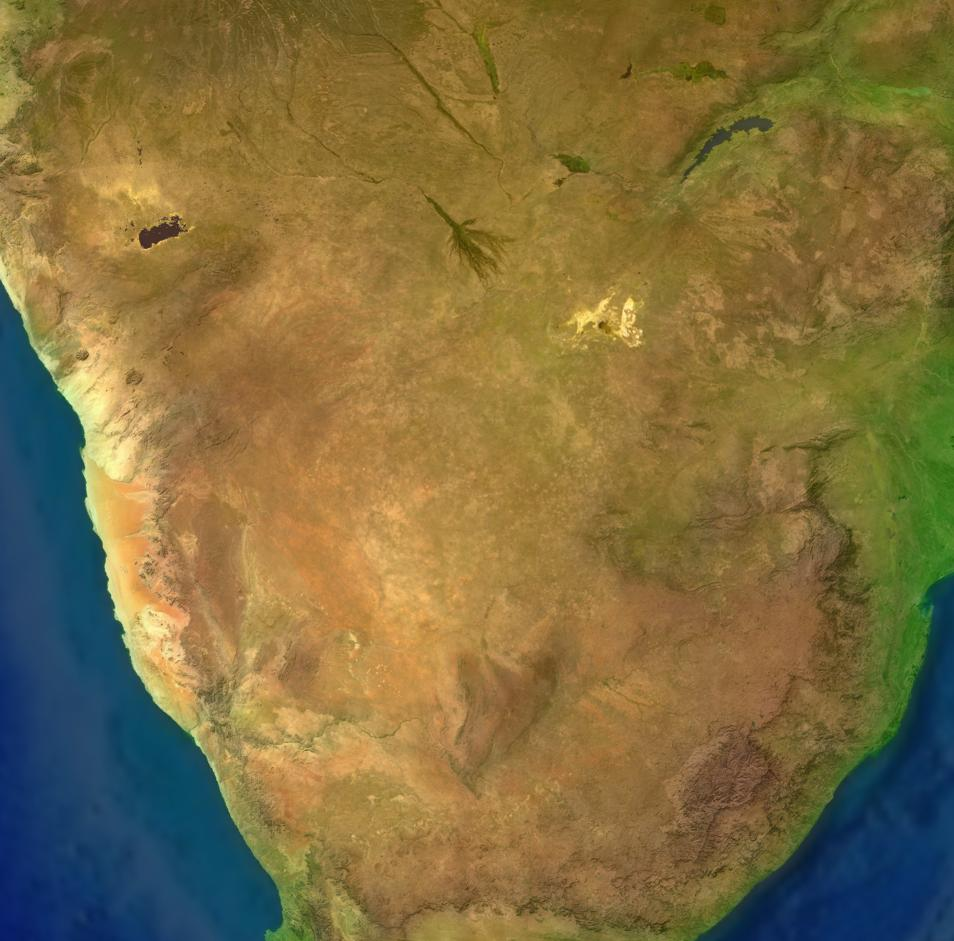
Désert du Kalahari

Un omuramba (pl. omiramba, mot herero) est un lit de rivière apparaissant dans le désert du Kalahari en Afrique, notamment dans la partie Nord-Est de la Namibie et la partie Nord-Ouest du Botswana. Les omuramba étaient des cours d'eau persistants toute l'année il y a environ 16 000 ans. Le Kalahari n'étant pas aride continuellement, il a été classé comme un semi-désert plutôt qu'un désert. Cependant, les Omuramba fournissent des bassins d'eau permanents occasionnels et plus de fertilité que les plaines de sable environnantes. 
Quelques noms d'omiramba :
Eiseb (en Namibie), Rietfontein (en Afrique du Sud), Epukiro (en Namibie), Omatako (en Namibie). Ils commencent dans les parties centrales de la Namibie et se heurtent aux parties centrales du Botswana. Très irréguliers, ils sont parfois peu profonds et plus profonds avec falaises çà et là, et peuvent être tout à fait larges (3-4 km).
Les omiramba ne coulent plus maintenant que sur de courtes distances et seulement après de fortes pluies. Les bergers préfèrent faire paitre leurs bétails dans ou près d'un omuramba, ils ne doivent donc pas utiliser leur équipement de pompage si souvent pour extraire l'eau souterraine, qui peut être aussi profonde que 300 m.

## Histoire
Historiquement, on connaît les omiramba pour les batailles le long de leurs cours sinueux, notamment avec la guerre ayant conduit au massacre des Hereros en 1904, où 70 % de la population héréro a été tuée, nombre d'entre eux en s'enfuyant en bas de l'omuramba qui était alors dans la saison sèche et inhospitalière. Les omiramba étaient aussi le territoire des Bochimans.